# Minica de los Colores

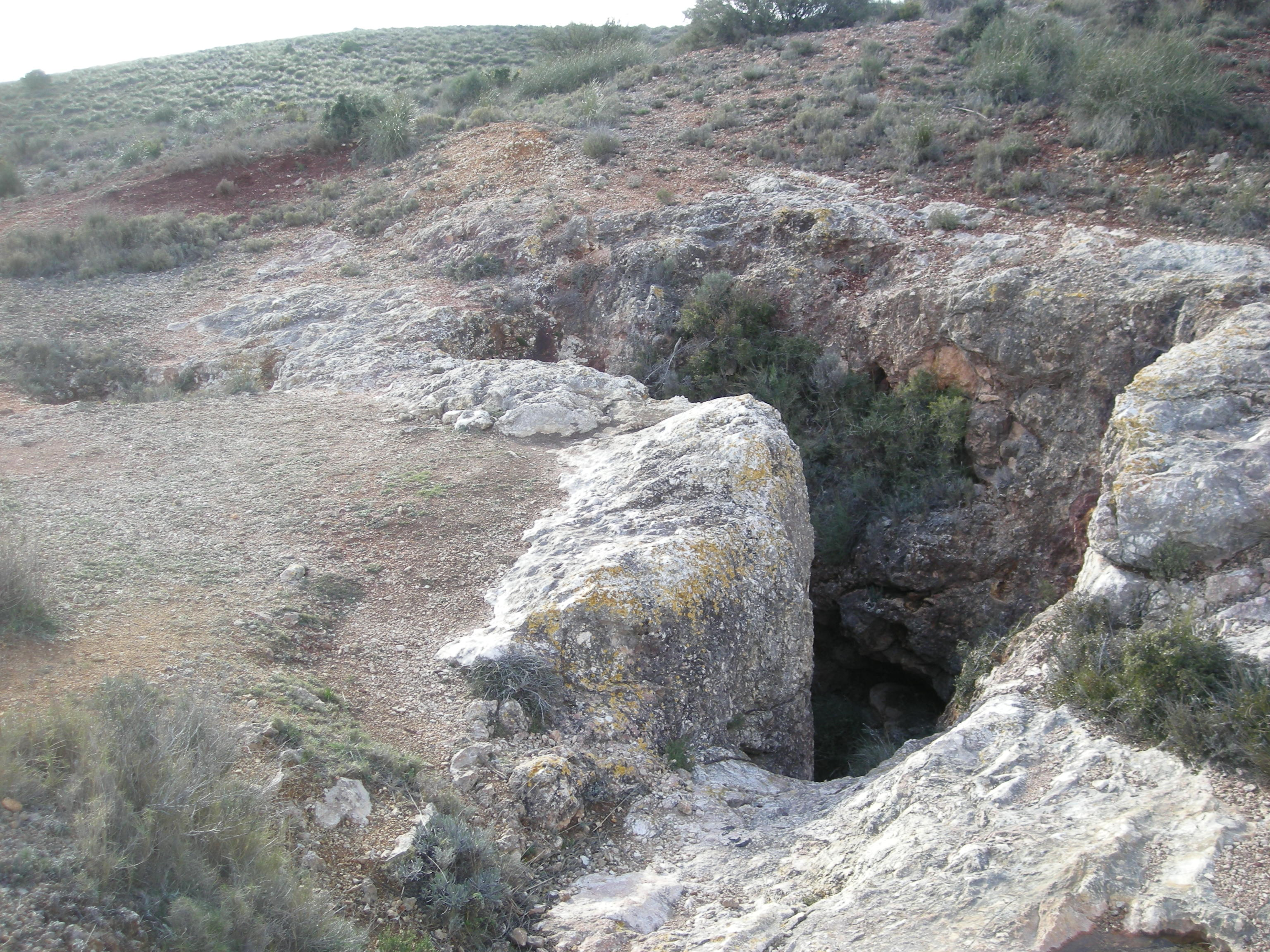
Entrada de la Minica de los Colores.

La Minica de los Colores (o Mina de los Colores) es una antigua exploración minera que se halla en la cima de la Sierra de la Villa, en el término municipal de Villena (Alicante, España). Está situada sobre la Umbría de la Celada, al borde del barranco del Toconar, junto al trazado del sendero PR-CV 312. Su nombre proviene de la gran cantidad de cristales de colores que pueden encontrarse en su interior, además de la coloración rojiza (debido al hierro) que toman las tierras alrededor. Su origen es incierto, aunque se cree que funcionaba ya en el Neolítico. En sus cercanías se halló cerámica almohade del siglo XII en la década de 1970. Estuvo en uso hasta el siglo XVIII, principalmente para la extracción de rocas y mineral de hierro.
Desde su abandono ha seguido siendo visitada en numerosas ocasiones por los habitantes de Villena, dada su situación al borde del sendero que atraviesa la Sierra de la Villa, hasta el punto de que el escultor Antonio Navarro Santafé, autor de la estatua del Oso y el Madroño de Madrid, solía pintar de niño con colores que recogía de la mina. Esta cercanía a la ciudad se ha cobrado más de un accidente, alguno incluso mortal.